# Mircze (gromada)
Mircze – dawna gromada, czyli najmniejsza jednostka podziału terytorialnego Polskiej Rzeczypospolitej Ludowej w latach 1954–1972.
Gromady, z gromadzkimi radami narodowymi (GRN) jako organami władzy najniższego stopnia na wsi, funkcjonowały od reformy reorganizującej administrację wiejską przeprowadzonej jesienią 1954 do momentu ich zniesienia z dniem 1 stycznia 1973, tym samym wypierając organizację gminną w latach 1954–1972.
Gromadę Mircze z siedzibą GRN w Mirczu utworzono – jako jedną z 8759 gromad na obszarze Polski – w powiecie hrubieszowskim w woj. lubelskim na mocy uchwały nr 8 WRN w Lublinie z dnia 5 października 1954. W skład jednostki weszły obszary dotychczasowych gromad Mircze, Ameryka, Borsuk i Łasków ze zniesionej gminy Miętkie oraz obszar dotychczasowej gromady Smoligów ze zniesionej gminy Kryłów w tymże powiecie. Dla gromady ustalono 17 członków gromadzkiej rady narodowej.
1 stycznia 1960 do gromady Mircze włączono obszar zniesionej gromady Modryń w tymże powiecie.
1 stycznia 1962 do gromady Mircze włączono kolonie Górka i Zabłocie z gromady Kryłów, ponadto wieś Wereszyn ze zniesionej gromady Wiszniów, a także wieś i kolonię Andrzejówka oraz wieś Miętkie ze zniesionej gromady Miętkie w tymże powiecie.
Gromada przetrwała do końca 1972 roku, czyli do kolejnej reformy gminnej. 1 stycznia 1973 w powiecie hrubieszowskim reaktywowano zniesioną w 1936 roku gminę Mircze.